# John van de Ruit
John Howard van de Ruit (Durban, 20 d'abril de 1975) és un escriptor i actor sud-africà conegut per la seva col·laboració al show satíric Green Mamba amb Ben Voss. Va estudiar art dramàtic a la Universitat de Natal.

## Obres
- Spud, 2005, Penguin Books, ISBN 978-0-14-302484-2. Film de 2010 de Ross Garland.
- Spud - The Madness Continues..., 2007, Penguin Books, ISBN 9780143538363
- Spud - Learning to Fly, 2009, Penguin Books, ISBN 9780143539520
- Spud: Exit, Pursued by a Bear, 2012, Penguin Books, ISBN 9780143530244